# Liga Católica por los Derechos Religiosos y Civiles
La Liga Católica por los Derechos Religiosos y Civiles (en inglés: Catholic League for Religious and Civil Rights), ampliamente conocida como La Liga Católica (The Catholic League), es una organización estadounidense sin fines de lucro cuyo objetivo es defender a la Iglesia católica y a los católicos en general de las difamaciones en su contra. Declara que su misión es defender "el derecho de los católicos a participar en la vida pública estadounidense sin que se los difame o discrimine." En la página de su sitio web, la Liga Católica señala estar "motivada por la letra y el espíritu de la primera enmienda a la Constitución de los Estados Unidos: "para salvaguardar tanto la derechos de libertad religiosa como de libertad de expresión de los católicos en cualquier momento y dondequiera que se encuentren amenazados".
Fue fundada en 1973 por el jesuita R.P. Virgil C. Blum. La Liga es conocida principalmente en la política estadounidense como una organización que emite información y declaraciones sobre lo que considera como enfoques no cristianos y anticatólicos en los medios, realizándolo a través de su rostro visible, el presidente de la Liga William A. Donohue. Según la "Enciclopedia de la Religión y la Política Estadounidense", la Liga "es considerada por muchos como la principal organización que representa las opiniones de los laicos católicos de EE. UU.